# Przedmieście Oławskie

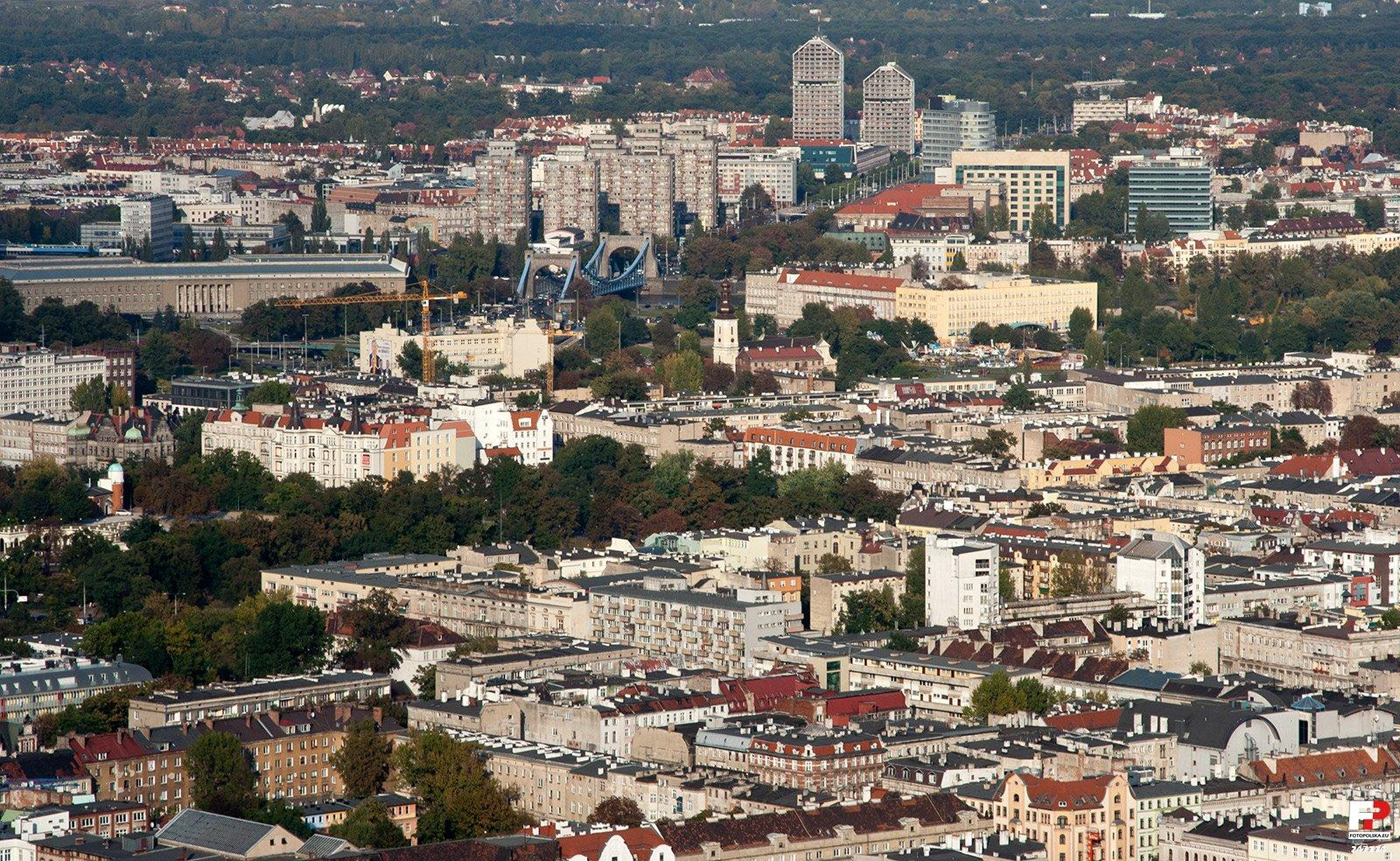
Przedmieście Oławskie, dalej Most Grunwaldzki aż po akademiki Kredka i Ołówek. Widok z dachu wieżowca Sky Tower.

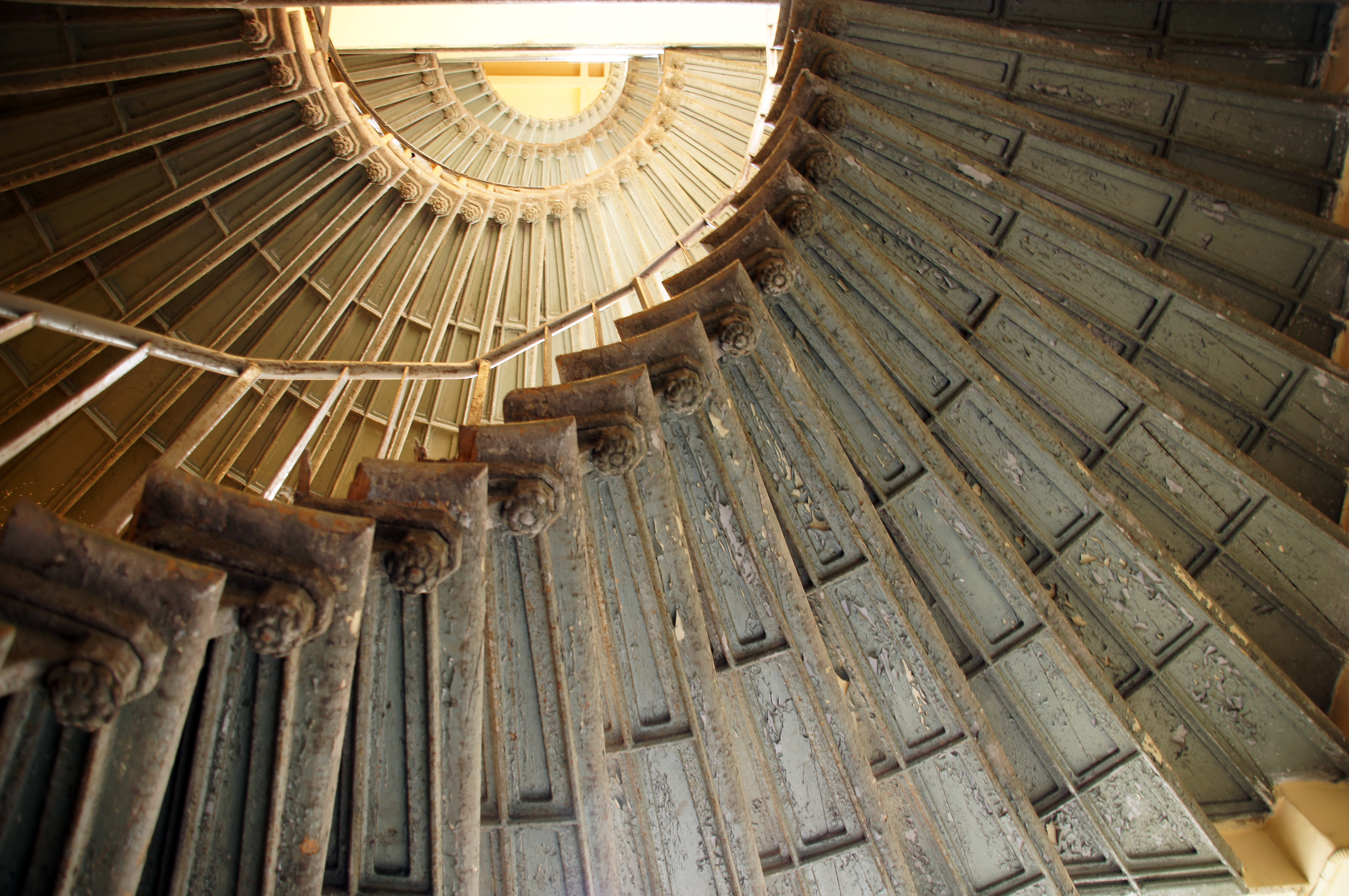
Schody w kamienicy przy ulicy Kościuszki na Przedmieściu Oławskim.

Przedmieście Oławskie – osiedle położone we wschodniej części Wrocławia, w dawnej dzielnicy Krzyki. Osiedle obejmuje część miasta zwaną potocznie „Trójkątem Bermudzkim” oraz teren między torami kolejowymi linii Wrocław - Opole a ul. Dworcową, ul. Podwale i Odrą i rzeką Oławą na północy, w odległości kilkunastu minut spaceru od Rynku.
Na terenie osiedla znajdują się m.in.:
- wieża ciśnień Na Grobli
- budynek przy ulicy Kościuszki zwany „Trzonolinowcem”
- przy pl. Zgody letni pałac biskupa wrocławskiego Philippa Ludwiga Sinzendorfa, następnie Muzeum Sztuki, które założył Egmont Websky, dziś Muzeum Etnograficzne
- kościół św. Trójcy i klasztor bonifratrów
- kościół św. Maurycego (XII w.)
  - Figura św. Jana Nepomucena z lat 30. XVIII w. w murze cmentarza Kościelnego[2]
- kościół św. Łazarza (XIII w.)
- zachowane zabudowania wytwórni likierów i wódek Carla Schirdewana, funkcjonującej pod taką firmą przed 1945[3].

Przez osiedle przepływa rzeka Oława, za której prawym brzegiem zaczynają się Niskie Łąki (zob. Park na Niskich Łąkach). Bieg rzeki ulegał w historii zmianom; jeszcze w XIX wieku płynęła ona przez plac Społeczny.
Przed II wojną światową było to reprezentacyjne osiedle Wrocławia, które zostało w blisko 60% zniszczone w czasie walk o miasto w 1945 roku (Festung Breslau). Największe zniszczenia dotknęły okolice dzisiejszego pl. Wróblewskiego, co opisał w swojej książce Paul Peikert, ksiądz parafii św. Maurycego.
Przedmieście Oławskie poddawane jest obecnie (l. 2016-2018) rewitalizacji, w ramach której następuje renowacja kamienic oraz uzupełnianie ubytków w zabudowie współczesną zabudową (Angel River, Nowa Papiernia).